# Elisabeth Willeboordse
Elisabeth Willeboordse (n. 14 septembrie 1978, Middelburg, Zeelanda, Țările de Jos) este o sportivă ce a reprezentat Regatul Țărilor de Jos, medaliată olimpică. A participat la 2 ediții ale Jocurilor Olimpice (2008, 2012) în care a câștigat o medalie de bronz.